# Campionati del mondo di ciclismo su pista 2013 - Inseguimento individuale maschile
La gara di inseguimento individuale maschile ai Campionati del mondo di ciclismo su pista 2013 si svolse il 21 febbraio 2013. La vittoria fu appannaggio dell'australiano Michael Hepburn.
Partenza con 23 atleti, i quali tutti completarono la gara.
Tutte le manche si svolsero sulla distanza di 4.000 mt. con partenza da fermo.

## Podio
| Pos.    | Atleta          | Nazionalità |
| ------- | --------------- | ----------- |
| Oro     | Michael Hepburn | Australia   |
| Argento | Martyn Irvine   | Irlanda     |
| Bronzo  | Stefan Küng     | Svizzera    |

## Risultati

### Qualifiche
I migliori 2 tempi si qualificano alla finale per l'oro, il terzo e quarto tempo alla finale per il bronzo
| Posizione | Atleta                  | Nazione       | Tempo    | Note |
| --------- | ----------------------- | ------------- | -------- | ---- |
| 1         | Michael Hepburn         | Australia     | 4:18.456 | Q    |
| 2         | Martyn Irvine           | Irlanda       | 4:20.260 | Q    |
| 3         | Stefan Küng             | Svizzera      | 4:22.530 | q    |
| 4         | Alexander Morgan        | Australia     | 4:22.785 | q    |
| 5         | Jenning Huizenga        | Paesi Bassi   | 4:23.278 |      |
| 6         | Aleksandr Serov         | Russia        | 4:23.864 |      |
| 7         | Rasmus Christian Quaade | Danimarca     | 4:24.059 |      |
| 8         | Sebastián Mora          | Spagna        | 4:24.723 |      |
| 9         | Dominique Cornu         | Belgio        | 4:27.268 |      |
| 10        | Dias Omirzakov          | Kazakistan    | 4:28.222 |      |
| 11        | Asier Maeztu            | Spagna        | 4:28.481 |      |
| 12        | Kersten Thiele          | Germania      | 4:28.681 |      |
| 13        | Ivan Savickij           | Russia        | 4:31.451 |      |
| 14        | Maximilian Beyer        | Germania      | 4:31.454 |      |
| 15        | Ondrej Vendolsky        | Rep. Ceca     | 4:31.776 |      |
| 16        | Marco Coledan           | Italia        | 4:32.148 |      |
| 17        | Steven Burke            | Gran Bretagna | 4:32.153 |      |
| 18        | Dion Beukeboom          | Paesi Bassi   | 4:32.738 |      |
| 19        | Jonas Rickaert          | Belgio        | 4:33.435 |      |
| 20        | Thomas Boudat           | Francia       | 4:34.284 |      |
| 21        | Vladimir Tuychiev       | Uzbekistan    | 4:37.400 |      |
| 22        | Roman Furst             | Rep. Ceca     | 4:39.909 |      |
| 23        | Ignat Malei             | Bielorussia   | 4:44.370 |      |

### Finali
| Posizione            | Atleta           | Nazione   | Tempo    | Gap    |
| -------------------- | ---------------- | --------- | -------- | ------ |
| Finale per l'Oro     |                  |           |          |        |
| 1                    | Michael Hepburn  | Australia | 4:16.733 |        |
| 2                    | Martyn Irvine    | Irlanda   | 4:24.528 | +7.795 |
| Finale per il Bronzo |                  |           |          |        |
| 3                    | Stefan Küng      | Svizzera  | 4:22.841 |        |
| 4                    | Alexander Morgan | Australia | 4:26.800 | +3.959 |